# East Boldon
East Boldon är en ort i Storbritannien.   Den ligger i distriktet South  Tyneside i Tyne and Wear i riksdelen England, i den centrala delen av landet, 400 km norr om huvudstaden London. East Boldon ligger 34 meter över havet och antalet invånare är 5 001.
Terrängen runt East Boldon är platt. Havet är nära East Boldon österut. Runt East Boldon är det mycket tätbefolkat, med 1 056 invånare per kvadratkilometer. Närmaste större samhälle är Sunderland, 5,3 km sydost om East Boldon. Runt East Boldon är det i huvudsak tätbebyggt.